# Persone di nome Horst
| Questa pagina contiene informazioni ricavate automaticamente dalle voci biografiche con l'ausilio del template Bio e di un bot. L'aggiornamento è periodico e automatico e ricostruisce completamente la pagina. Se manca una persona in questa lista, sei pregato di non aggiungerla, ma accertati piuttosto che la sua voce biografica contenga il template Bio e che i dati anagrafici siano correttamente compilati. Se il template Bio manca, inseriscilo tu stesso o, in alternativa, metti l'avviso {{tmp\|Bio}} che ne segnala la mancanza. Se i dati riportati sono sbagliati, correggi direttamente la voce biografica; le modifiche saranno visibili in questa lista entro pochi giorni. Per chiarimenti vedi il progetto antroponimi. La lista contiene solo le 91 persone che sono citate nell'enciclopedia e per le quali è stato implementato correttamente il template Bio. Pagina aggiornata al 16 ott 2024. |

Questa è una lista di persone presenti nell'enciclopedia che hanno il prenome Horst, suddivise per attività principale.

## Allenatori di calcio(9)
- Horst Buhtz, allenatore di calcio e calciatore tedesco (Magdeburgo, n. 1923 - Langenfeld, † 2015)
- Horst Franz, allenatore di calcio tedesco (Berlino, n. 1940)
- Horst Heese, allenatore di calcio e ex calciatore tedesco (Düsseldorf, n. 1943)
- Horst Hrubesch, allenatore di calcio, dirigente sportivo e ex calciatore tedesco (Hamm, n. 1951)
- Horst Köppel, allenatore di calcio e ex calciatore tedesco (Stoccarda, n. 1948)
- Horst Scherbaum, allenatore di calcio e calciatore tedesco orientale (n. 1925 - † 1996)
- Horst Siegl, allenatore di calcio e ex calciatore ceco (Karlovy Vary, n. 1969)
- Horst Steffen, allenatore di calcio e ex calciatore tedesco (Meerbusch, n. 1969)
- Horst Wohlers, allenatore di calcio e ex calciatore tedesco (Brunsbüttel, n. 1949)

## Arbitri di calcio(1)
- Horst Brummeier, ex arbitro di calcio austriaco (Traun, n. 1945)

## Archeologi(1)
- Horst Blanck, archeologo tedesco (Krefeld, n. 1936 - Cerveteri, † 2010)

## Artisti(1)
- Horst Janssen, artista tedesco (Amburgo, n. 1929 - † 1995)

## Attivisti(1)
- Horst Mahler, attivista e pubblicista tedesco (Haynau, n. 1936)

## Attori(5)
- Horst Bollmann, attore tedesco (Dessau, n. 1925 - Berlino, † 2014)
- Horst Buchholz, attore tedesco (Berlino, n. 1933 - Berlino, † 2003)
- Horst Caspar, attore tedesco (Radegast, n. 1913 - Radegast, † 1952)
- Horst Frank, attore tedesco (Lubecca, n. 1929 - Heidelberg, † 1999)
- Horst Tappert, attore tedesco (Elberfeld, n. 1923 - Planegg, † 2008)

## Aviatori(3)
- Horst Ademeit, aviatore tedesco (Breslavia, n. 1912 - Daugavpils, † 1944)
- Horst Rippert, aviatore e giornalista tedesco (n. 1922 - Wiesbaden, † 2013)
- Horst Tietzen, aviatore tedesco (Neu-Ostwalter, n. 1912 - estuario del Tamigi, † 1940)

## Baritoni(1)
- Horst Günter, baritono tedesco (Lipsia, n. 1913 - Amburgo, † 2013)

## Biatleti(1)
- Horst Koschka, ex biatleta tedesco (Altenberg, n. 1943)

## Bobbisti(3)
- Horst Bernhardt, bobbista tedesco (Lipsia, n. 1951)
- Horst Floth, bobbista tedesco (Karlsbad, n. 1934 - Feldafing, † 2005)
- Horst Schönau, ex bobbista tedesco (Waltershausen, n. 1949)

## Calciatori(19)
- Horst Assmy, calciatore tedesco orientale (Berlino, n. 1933 - Kassel, † 1972)
- Horst Blankenburg, ex calciatore tedesco occidentale (Heidenheim an der Brenz, n. 1947)
- Horst Borcherding, calciatore tedesco (Osnabrück, n. 1930 - Osnabrück, † 2015)
- Horst Eckel, calciatore tedesco (Vogelbach, n. 1932 - Landstuhl, † 2021)
- Horst Franke, calciatore tedesco orientale (Senftenberg, n. 1929 - Senftenberg, † 2006)
- Horst Freitag, calciatore tedesco orientale (Gera, n. 1930 - † 2019)
- Horst Heldt, ex calciatore tedesco (Königswinter, n. 1969)
- Horst Klauck, calciatore tedesco (n. 1931 - † 1985)
- Horst Kohle, ex calciatore tedesco orientale (n. 1935)
- Horst Meyer, ex calciatore tedesco (n. 1937)
- Horst Mühlmann, calciatore e giocatore di football americano tedesco (Dortmund, n. 1940 - Selm, † 1991)
- Horst Nemec, calciatore austriaco (n. 1939 - † 1984)
- Horst Schade, calciatore tedesco (Döbeln, n. 1922 - † 1968)
- Horst Szymaniak, calciatore tedesco (Erkenschwick, n. 1934 - Melle, † 2009)
- Horst Trimhold, calciatore tedesco (Essen, n. 1941 - Hanau, † 2021)
- Horst Walter, calciatore tedesco orientale (Oberbobritzsch, n. 1939 - Dresda, † 2015)
- Horst Weigang, calciatore tedesco orientale (Langenbielau, n. 1940 - † 2024)
- Horst Wolter, ex calciatore tedesco (Berlino, n. 1942)
- Horst Wruck, calciatore tedesco orientale (Berlino, n. 1946 - Francoforte sull'Oder, † 2022)

## Canottieri(2)
- Horst Effertz, ex canottiere tedesco (Düsseldorf, n. 1938)
- Horst Meyer, canottiere tedesco (Amburgo, n. 1941 - Lanzarote, † 2020)

## Chimici(1)
- Horst Prinzbach, chimico tedesco (Haslach im Kinzigtal, n. 1931 - Friburgo in Brisgovia, † 2012)

## Ciclisti su strada(1)
- Horst Tüller, ciclista su strada tedesco (Wuppertal, n. 1931 - Berlino, † 2001)

## Compositori(1)
- Horst Wende, compositore, arrangiatore e direttore d'orchestra tedesco (Zeitz, n. 1919 - Amburgo, † 1996)

## Criminali(1)
- Horst Fantazzini, criminale e scrittore italiano (Altenkessel, n. 1939 - Bologna, † 2001)

## Crittografi(1)
- Horst Feistel, crittografo tedesco (Berlino, n. 1915 - † 1990)

## Filosofi(1)
- Horst Matthai Quelle, filosofo tedesco (Hannover, n. 1912 - Tijuana, † 1999)

## Fisici(1)
- Horst Störmer, fisico tedesco (Francoforte sul Meno, n. 1949)

## Fotografi(3)
- Horst P. Horst, fotografo tedesco (Weißenfels, n. 1906 - Palm Beach, † 1999)
- Horst Faas, fotografo tedesco (Berlino, n. 1933 - Monaco di Baviera, † 2012)
- Horst Grund, fotografo tedesco (Berlino, n. 1915 - Düsseldorf, † 2001)

## Generali(3)
- Horst von Mellenthin, generale tedesco (Hannover, n. 1898 - Wiesbaden, † 1977)
- Horst Stumpff, generale tedesco (Gießen, n. 1887 - Amburgo, † 1958)
- Horst von Usedom, generale tedesco (Celle, n. 1906 - Gauting, † 1970)

## Hockeisti su prato(1)
- Horst Dröse, hockeista su prato tedesco (n. 1949)

## Imprenditori(1)
- Horst Dassler, imprenditore tedesco (Erlangen, n. 1936 - Erlangen, † 1987)

## Lottatori(1)
- Horst Lehr, lottatore tedesco (Ludwigshafen am Rhein, n. 1999)

## Medici(2)
- Horst Fischer, medico, militare e criminale di guerra tedesco (Dresda, n. 1912 - Lipsia, † 1966)
- Horst Schumann, medico tedesco (Halle, n. 1906 - Francoforte sul Meno, † 1983)

## Mezzofondisti(1)
- Horst Flosbach, ex mezzofondista tedesco (Hückeswagen, n. 1936)

## Militari(3)
- Horst Böhme, militare tedesco (Klingenberg, n. 1909 - Königsberg, † 1945)
- Horst Großmann, militare tedesco (Sybba, n. 1891 - Rüsselsheim, † 1972)
- Horst Wessel, militare tedesco (Bielefeld, n. 1907 - Berlino, † 1930)

## Nuotatori(1)
- Horst Löffler, ex nuotatore tedesco (Langenau, n. 1942)

## Pattinatori artistici su ghiaccio(1)
- Horst Faber, pattinatore artistico su ghiaccio tedesco (n. 1921 - † 2022)

## Piloti motociclistici(1)
- Horst Fügner, pilota motociclistico tedesco (Chemnitz, n. 1923 - Chemnitz, † 2014)

## Politici(6)
- Horst Ehmke, politico tedesco (Danzica, n. 1927 - Bonn, † 2017)
- Horst Köhler, politico e economista tedesco (Heidenstein, n. 1943)
- Horst von Restorff, politico tedesco (Lindenau, n. 1880 - Lubecca, † 1953)
- Horst Schneider, politico tedesco (Offenbach am Main, n. 1952)
- Horst Seehofer, politico tedesco (Ingolstadt, n. 1949)
- Horst Sindermann, politico tedesco (Dresda, n. 1915 - Berlino Est, † 1990)

## Rapper(1)
- Riff Raff, rapper statunitense (Houston, n. 1982)

## Saltatori con gli sci(1)
- Horst Bulau, ex saltatore con gli sci canadese (Gloucester, n. 1962)

## Scrittori(3)
- Horst Bienek, scrittore e poeta tedesco (Gliwice, n. 1930 - Monaco di Baviera, † 1990)
- Janosch, scrittore, drammaturgo e illustratore tedesco (Zabrze, n. 1931)
- Horst Krüger, scrittore tedesco (Magdeburgo, n. 1919 - Francoforte sul Meno, † 1999)

## Scultori(1)
- Horst Antes, scultore tedesco (Heppenheim, n. 1936)

## Slittinisti(2)
- Horst Hörnlein, ex slittinista tedesco orientale (Möhrenbach, n. 1945)
- Horst Urban, slittinista cecoslovacco (Jablonec nad Nisou, n. 1936 - Smržovka, † 2010)

## Storici(1)
- Horst Enzensberger, storico, diplomatista e medievista tedesco (Haar, n. 1944)

## Storici dell'arte(3)
- Horst Bredekamp, storico dell'arte tedesco (Kiel, n. 1947)
- Horst Gerson, storico dell'arte olandese (Berlino, n. 1907 - Groninga, † 1978)
- H. W. Janson, storico dell'arte tedesco (San Pietroburgo, n. 1913 - † 1982)

## Tennisti(1)
- Horst Skoff, tennista austriaco (Klagenfurt, n. 1968 - Amburgo, † 2008)